# 다테오사우루스

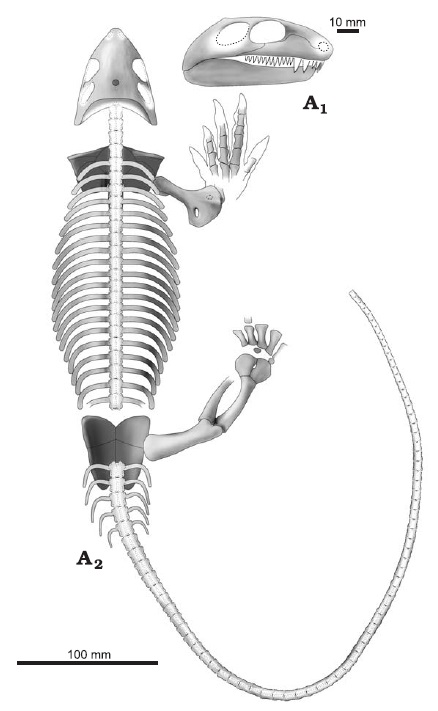

다테오사우루스(학명:Datheosaurus macrourus)는 도마뱀목 카세아과에 속하는 도마뱀이다. 지금은 멸종된 종으로서 전체적인 몸길이가 1.5m인 중형의 몸을 가진 도마뱀이다.

## 특징
다테오사우루스는 멸종된 카세아사우루스속이다. 적어도 1.5미터(5ft)길이에 있었다. 그것은 폴란드의 에일리 페미안에서 가장 최근의 탄소배출기 동안 살았다. 그것은 원래 1905년에 폴란드의 후기 탄소성 퇴적물에서 나온 표본에 기초하여 기술되었다. 이후 여러 저자에 의해 햅토도스의 동의어로 여겨졌으나 그 후의 조사에서는 오히려 슈페나코돈트라는 사실을 밝혀냈다. 이는 다테오사우루스를 기저 케이스드(caseid)로 회복시킨 클래드리스틱 분석에 의해 면밀히 확인되었다. 또한 에일리사우루스는 뒷다리에 비해서 앞다리가 더 크고 강하게 발달했으며 뒷다리는 앞다리쪽을 향해 앞으로 치우쳐진 모습을 하고 있다. 살아있었을 당시에는 노란색의 배와 붉은색의 무늬를 가진 화려한 색상을 가진 도마뱀으로 추정된다. 코는 다른 도마뱀에 비해 더 앞으로 튀어나와 있으며 눈이 컸고 머리에는 붉은색의 반점이 있었다. 매우 긴 꼬리를 가지고 있으며 척추도 매우 긴 도마뱀이다. 양턱에는 총 15~25개의 톱니 모양을 가진 이빨을 가지고 있다. 먹이로는 당대에 서식했던 곤충, 절지동물, 무척추동물 외에 식물의 잎과 열매까지 함께 먹었던 잡식성의 도마뱀으로 추정되는 종이다.

## 생존시기와 서식지와 화석의 발견
다테오사우루스가 생존했었던 시기는 고생대의 페름기로서 지금으로부터 2억 9000만년전~2억 4500만년전에 생존했었던 종이다. 생존했었던 시기에는 유럽을 중심으로 하여 당시에 존재하였던 초원, 늪, 신림에서 주로 서식했었던 도마뱀이다. 화석의 발견은 1905년에 유럽의 페름기에 형성된 지층에서 폴란드의 고생물학자들에 의하여 처음으로 화석이 발견되어 새롭게 명명된 종이다.

## 같이 보기
- 파충류
- 고생대
- 페름기
- 도마뱀
- 화석